# Descurainia brevifructa
Descurainia brevifructa är en korsblommig växtart som beskrevs av Osvaldo Boelcke och Mart.-laborde. Descurainia brevifructa ingår i släktet stillfrön, och familjen korsblommiga växter. Inga underarter finns listade i Catalogue of Life.